# Dingila
Dingila est une localité proche de Bambili, du territoire de Bambesa de la province du  Bas-Uele en République démocratique du Congo.

## Géographie
Elle est située sur la route nationale RN 25 à 52 km au nord-est du chef-lieu territorial Bambesa.

## Administration
Localité de 3 625 électeurs recensés en 2018, elle a le statut de commune rurale de moins de 80 000 électeurs, elle compte 7 conseillers municipaux en 2019.

## Activités économiques
- Il a pour essentielle caractéristique d'être le siège social de la CODENORD (Compagnie de Développement du Nord), qui s'occupe de coton et café, et de la gestion du barrage et de la turbine électrique qui alimente tout le village en électricité.
- Dingila compte une petite usine d'égrenage de coton datant des années 1950; d'autre usines existent dans la région (jusqu'à Isiro, Buta...). Depuis 1985, la culture du coton a été soutenue par la coopération française (via l'Agence française de développement, et la société publique Dagris devenue GeoCoton), et par le Fonds européen pour le développement de l'Union européenne. L'activité de la Codenord a été fortement perturbée par les guerres et les problèmes de débouchés pour la production de coton.

- Autres production de la zone : poivre blanc, ivoire (malheureusement), or, et les cultures vivrières locales.

## Société
- un poste de police
- un bureau de poste désaffecté. Ni téléphone ni liaison radio. (liaison radio avec Kisangani : cf. opérateurs privés)

## Commerce
- une épicerie

## Personnalité liées
- Aminata Namasia, femme politique, y est née.